# Барський Марк Абрамович
Ма́рк Абра́мович Ба́рський (1931—2008) — український радянський спортсмен-волейболіст, тренер, майстер спорту СРСР (1954), заслужений тренер СРСР (1967), заслужений тренер УРСР з волейболу, почесний майстер спорту СРСР.

## Життєпис
Народився 5 липня 1931 року в Одесі. 1946 року разом з іншими хлопцями — майбутніми майстрами волейболу Георгієм Мондзолевським, Миколою Мандрикою, Анатолієм Півнєвим, Аркадієм Гройсманом, Євгеном Горбачовим був прийнятий в першу волейбольну групу Олександра Дюжева.
З 1952 по 1961 рік — гравець основного складу волейбольної команди «Наука» (з 1955 року команда виступала під егідою ДСО «Буревісник»). Бронзовий призер чемпіонату СРСР в 1954, 1955 й 1957 роках, чемпіон 1-ї Спартакіади народів СРСР (1956), срібний призер чемпіонату СРСР 1961 року, багаторазовий чемпіон і призер УРСР. У складі збірної команди Радянського Союзу — переможець III Всесвітніх ігор молоді в Москві 1957 року.
1962 року закінчив Одеський державний педагогічний інститут імені К. Д. Ушинського.

###### Тренерсько-наставницька діяльність
Старший тренер одеської чоловічої команди «Буревісник» (1967-го стала 2-м призером чемпіонату СРСР), старший тренер чоловічої молодіжної збірної СРСР (яка стала чемпіоном Європи 1966 року), тренер чоловічої збірної СРСР (стала Олімпійським чемпіоном 1968 року, 3-м призером чемпіонату світу 1966-го і чемпіоном Європи 1967 року).
У 1976 році чоловіча команда майстрів Одеси «ЧГС» стає володарем Кубка СРСР.
1980 року поїхав до Москви, протягом багатьох років був науковим консультантом у московських волейбольних клубах, консультував збірну команду Росії. Від 2005 року проживав у Німеччині.
Помер 5 липня 2008 року. Похований на дільниці № 7 «Б» Троєкурівського кладовища в Москві.

## Відзнаки
- Майстер спорту СРСР
- Заслужений тренер УРСР
- Заслужений тренер СРСР

Цитати
«Марк Абрамович Барський залишив слід не тільки у моєму становленні як волейболіста високого класу, а й в історії розвитку радянського волейболу. Його інтуїція, знання волейболу, людяність допомагали нам досягати високих результатів» Євген Лапинський, олімпійський чемпіон